# Urtagning

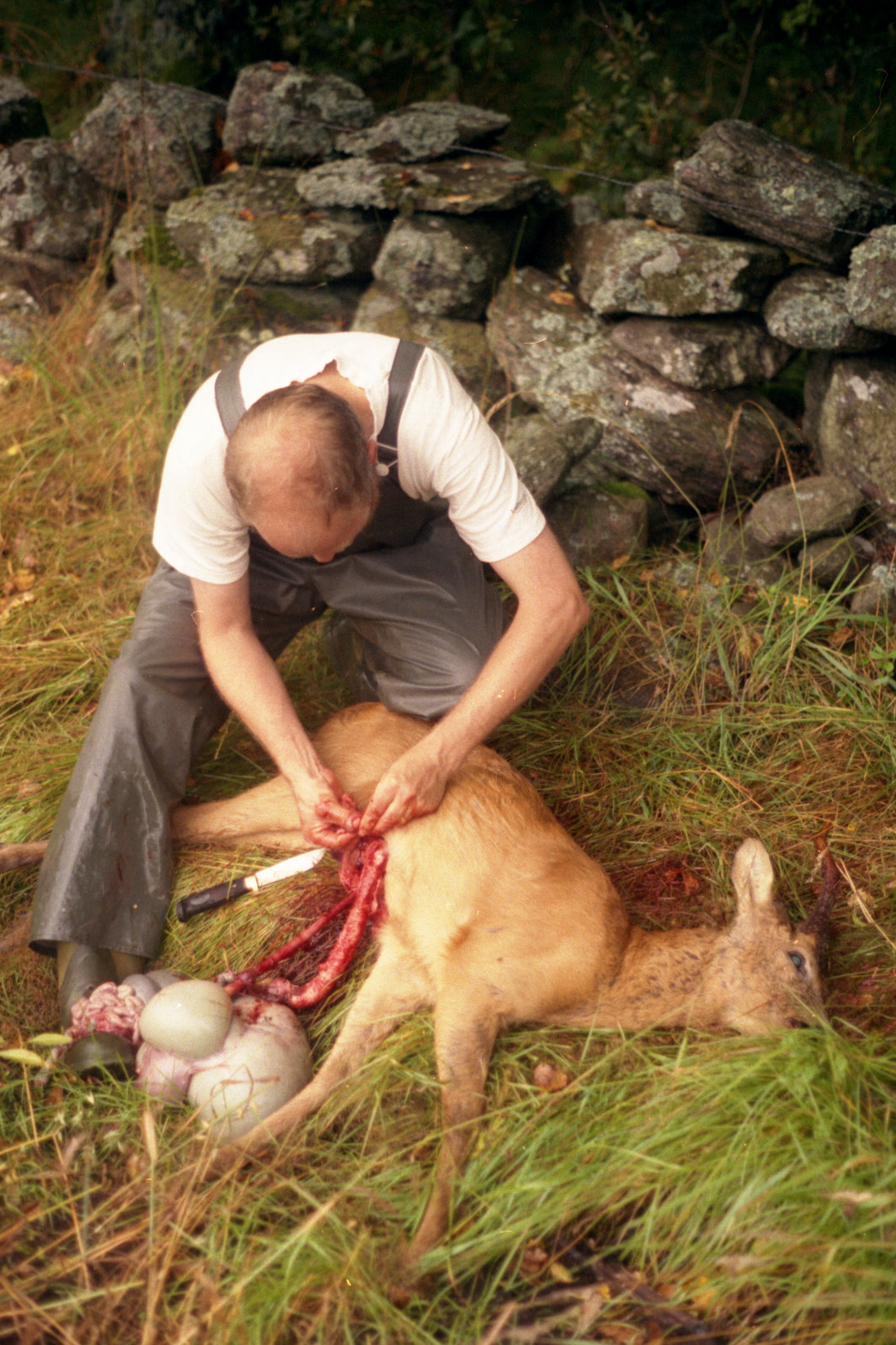
Urtagning av rådjur.

Urtagning är ett arbetsmoment inom slakt när djurets tarmar (räntor) och organ tas ur slaktkroppen. 
Utgångspunkten är oftast att slaktkroppen hänger i sina bakhasor, flådd med sågat bröstben, öppen hals med försluten matstrupe. Momentet börjar med att lossa anus samt fästa en plastpåse med förslutande gummisnodd runt tarmen. På detta sätt förhindrar man eventuellt "spill" från ändtarmen. Därefter öppnas buken med kniv, knivskaftet ska vara inne i slaktkroppen med knivspetsen pekandes mot slaktaren. Genom detta undviker man helt att skada tarm. Snittet går från kroppens ljumske till öppningen i bröstbenet. Ändtarm och urinblåsa lossas försiktigt från sina fästen, oftast behövs inte så mycket knivarbete utan lite muskelkraft får ofta tarmen att följa med. När så mycket tarm och våm har tagits ut att man ser mellangärdet är det dags att ta ur organen. I det fallet lossar man mellangärdet från sitt fäste kring revbenen och följer med kniven utmed ryggraden, den andra handen håller i organpaketet som sakta följer med ur slaktkroppen. 